# Limoncello
El limoncello (AFI italià, limonˈtʃɛlːo) (de vegades limoncino o limonello) és un licor de llimona originari d'Itàlia, produït en particular a la península sorrentina (entre el Golf de Nàpols i el Golf de Salern) i Capri, així com a Sicília, Sardenya, Calàbria, a l’illa d'Ischia i a Ligúria. A la Campània, el limoncello té una designació de producte agroalimentari tradicional italià (PAT).
El limoncello és un licor fet de pell de llimona, etanol, aigua i sucre, que s'obté macerant pells de llimona en etanol. És de color groc brillant, dolç i llimonós, i sol tenir un aspecte lleugerament tèrbol originat per la presència de petites gotes d'oli essencial (aproximadament de 100 nanòmetres) suspeses al líquid. L'emulsió espontània d’olis essencials hidròfobs en mescles d’alcohol i aigua se sol anomenar efecte ouzo.
Dolç i aromàtic, es pot servir com a aperitiu, però el seu destí habitual és com a digestiu, servit molt fred. Es consumeix molt fred o a temperatura ambient amb l'objectiu de poder apreciar la seva aroma. S'empra molt sovint en pastisseria amb l'objectiu d'aromatitzar pastes de dolços, com el típic babà, o gelatines.
Tot i que es debat sobre l’origen exacte de la beguda, té almenys cent anys.

## Producció
A diferència de molts altres licors, el limoncello és fàcil de produir i econòmic, ja que només requereix sucre, aigua, pell de llimona, etanol i temps per madurar. El limoncello casolà sol tenir un gust de llimona més fort i pronunciat que els que es venen a les botigues, però això requereix un d’alcohol pur de 96% (el vodka té un alcohol de 40%, però aquest alcohol no extreu tots els olis essencials de la pell de llimona).
S'utilitzen diferents varietats de llimona per produir diferents gustos, com la llimona Costa d'Amalfi o la llimona del Sorrento. La varietat de fruits sovint està dictada per la regió de producció; les llimones amalfitanes produeixen un limoncello particularment agradable. Es poden utilitzar diversos alcohols per variar els gustos. De vegades s'utilitza la grappa, com l’alcohol pur. L’alcohol més refinat maximitza el gust de la llimona, mentre que els alcohols menys refinats aporten complexitat. Els sucres de més qualitat que s'utilitzen en la maceració creen un licor més suau.

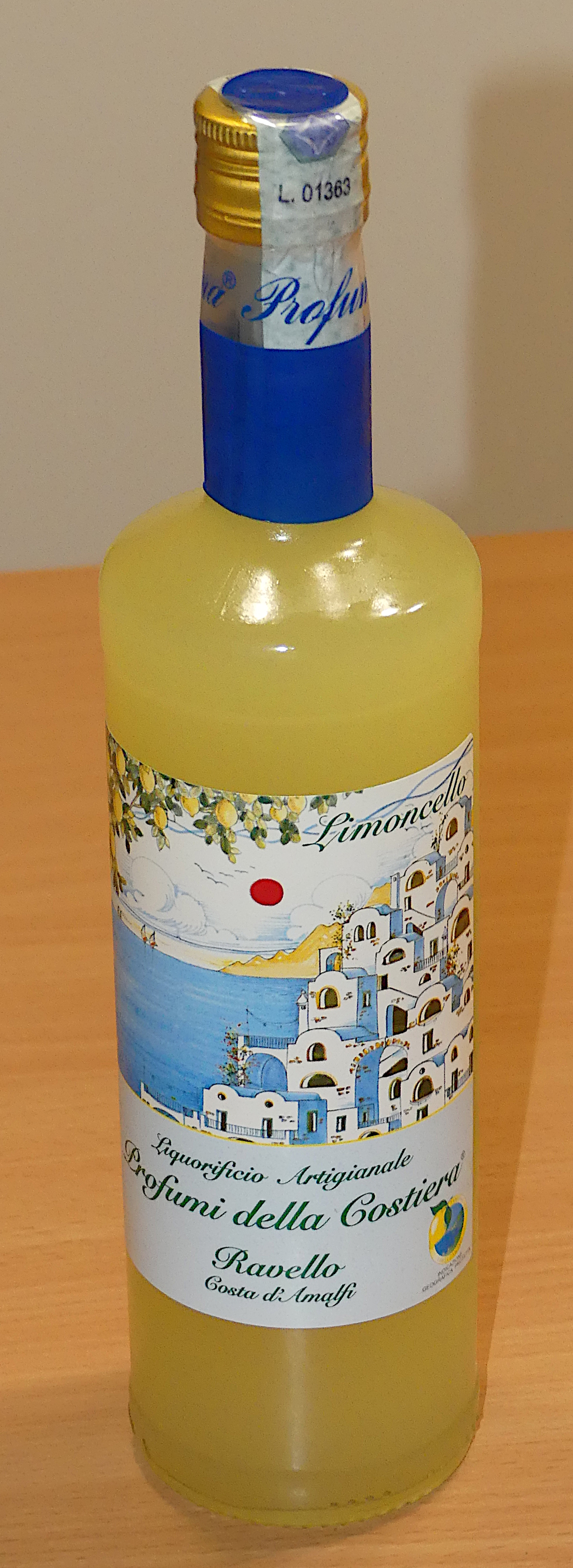
Una ampolla de limoncello de Ravello amb IGP «Limone Costa d'Amalfi»
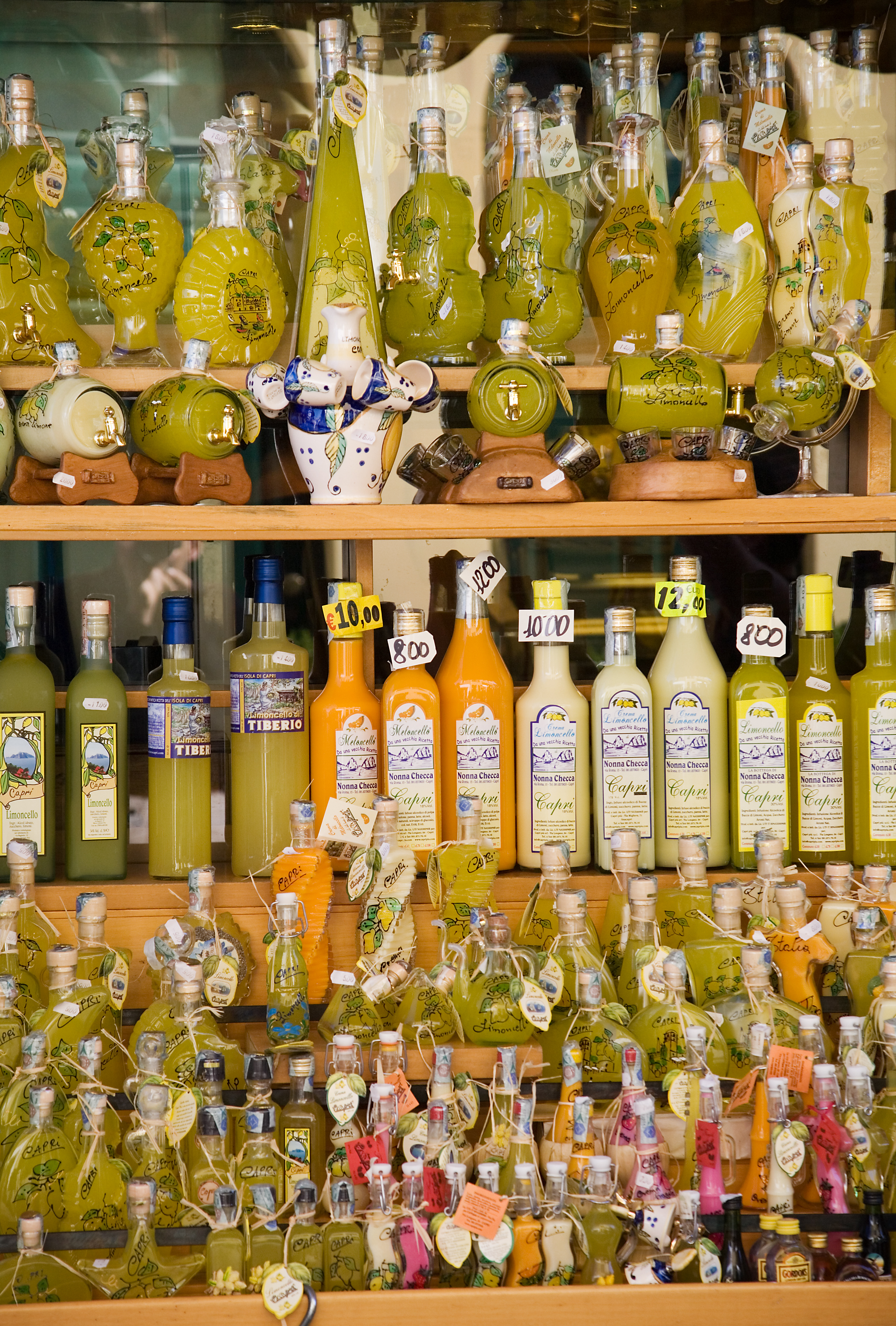
Ampolles de limoncello a Capri
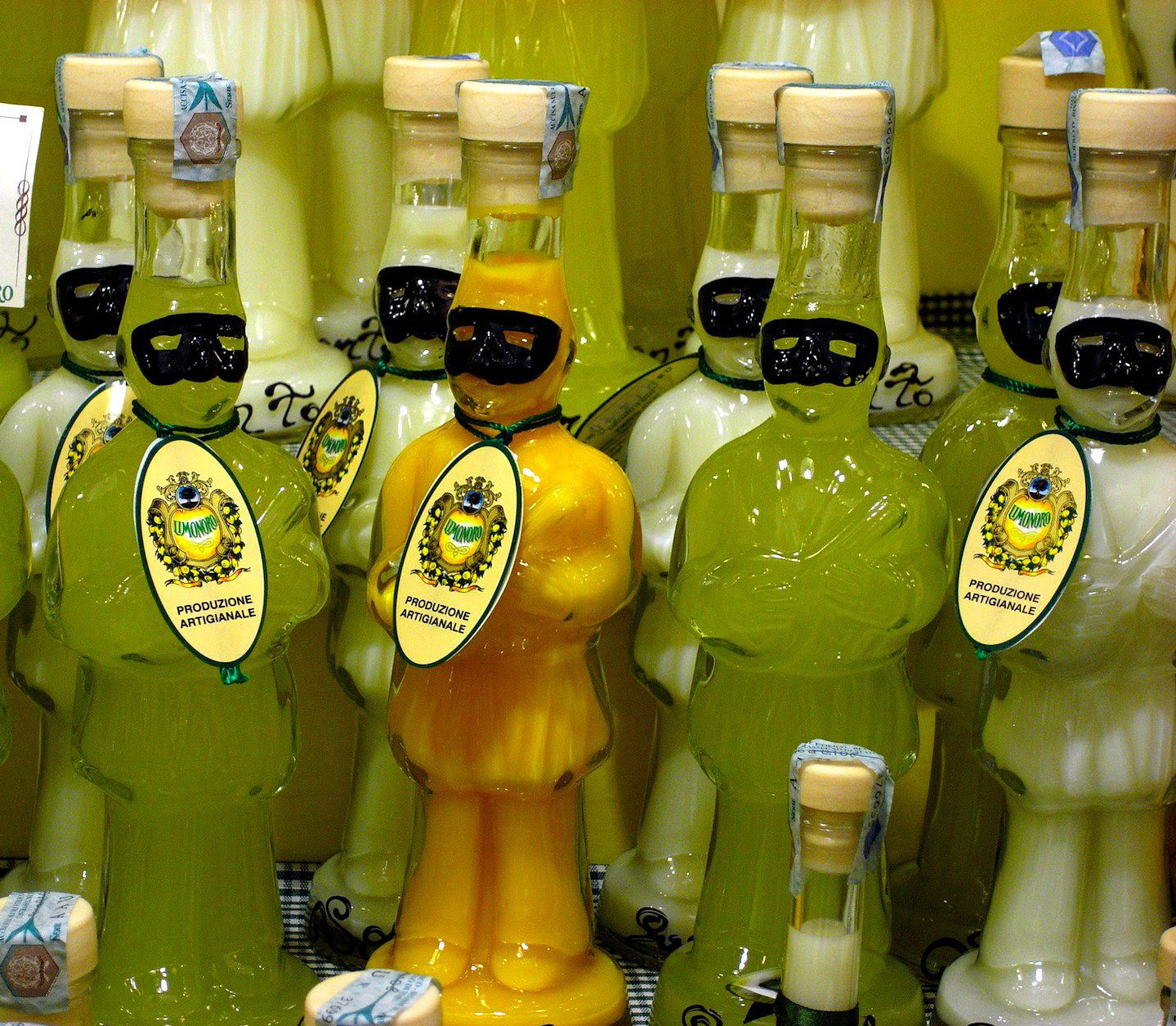
Una ampolla de limoncello en forma de pulcinella
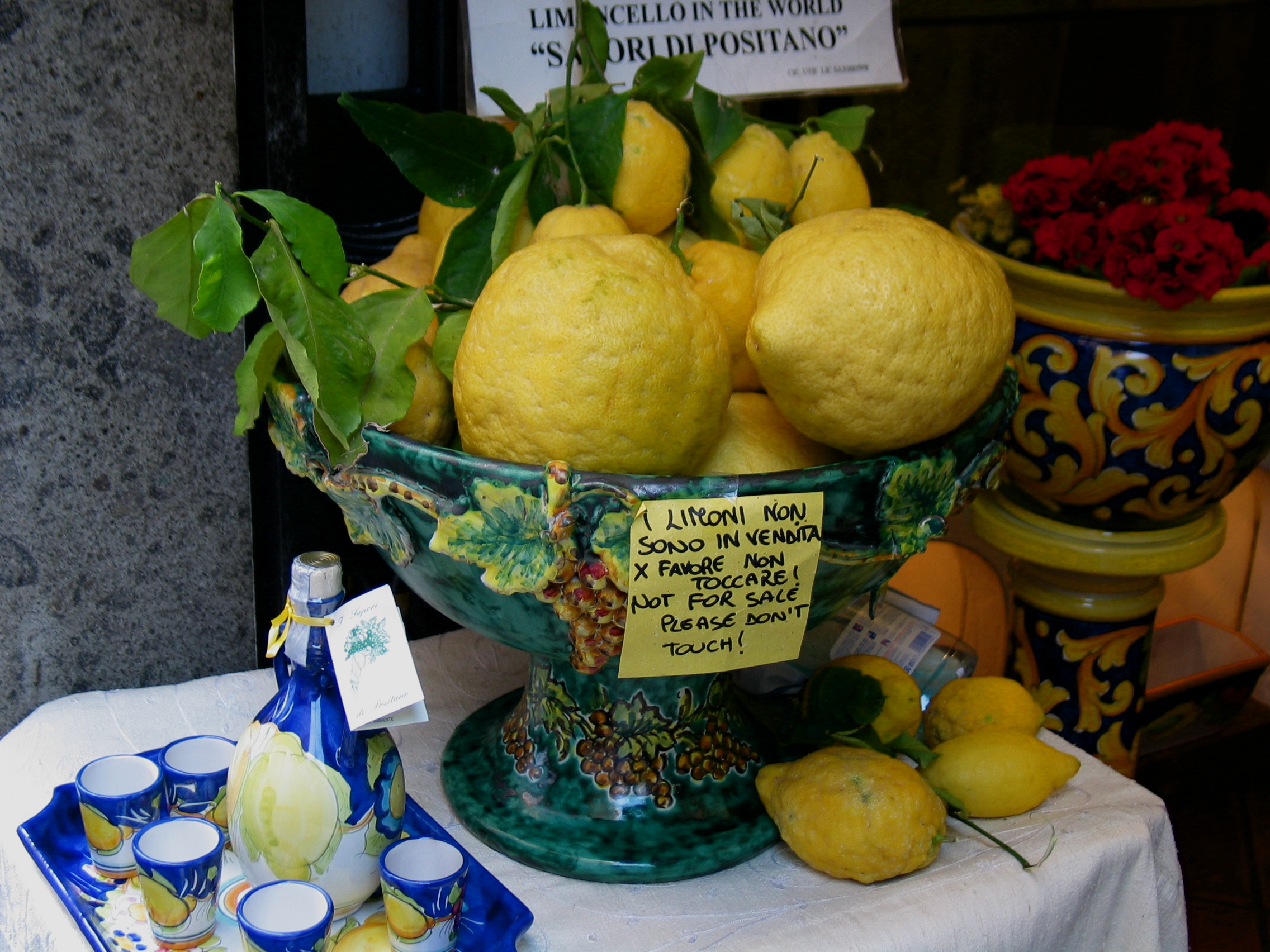
Llimones i limoncello

El limoncello es pot produir manualment macerant pell de llimona sense tractar durant 2 setmanes, 3 o fins i tot més d'un mes en etanol. A continuació, s'afegeix un xarop de sucre, es deixa macerar, i després es filtra la barreja resultant.

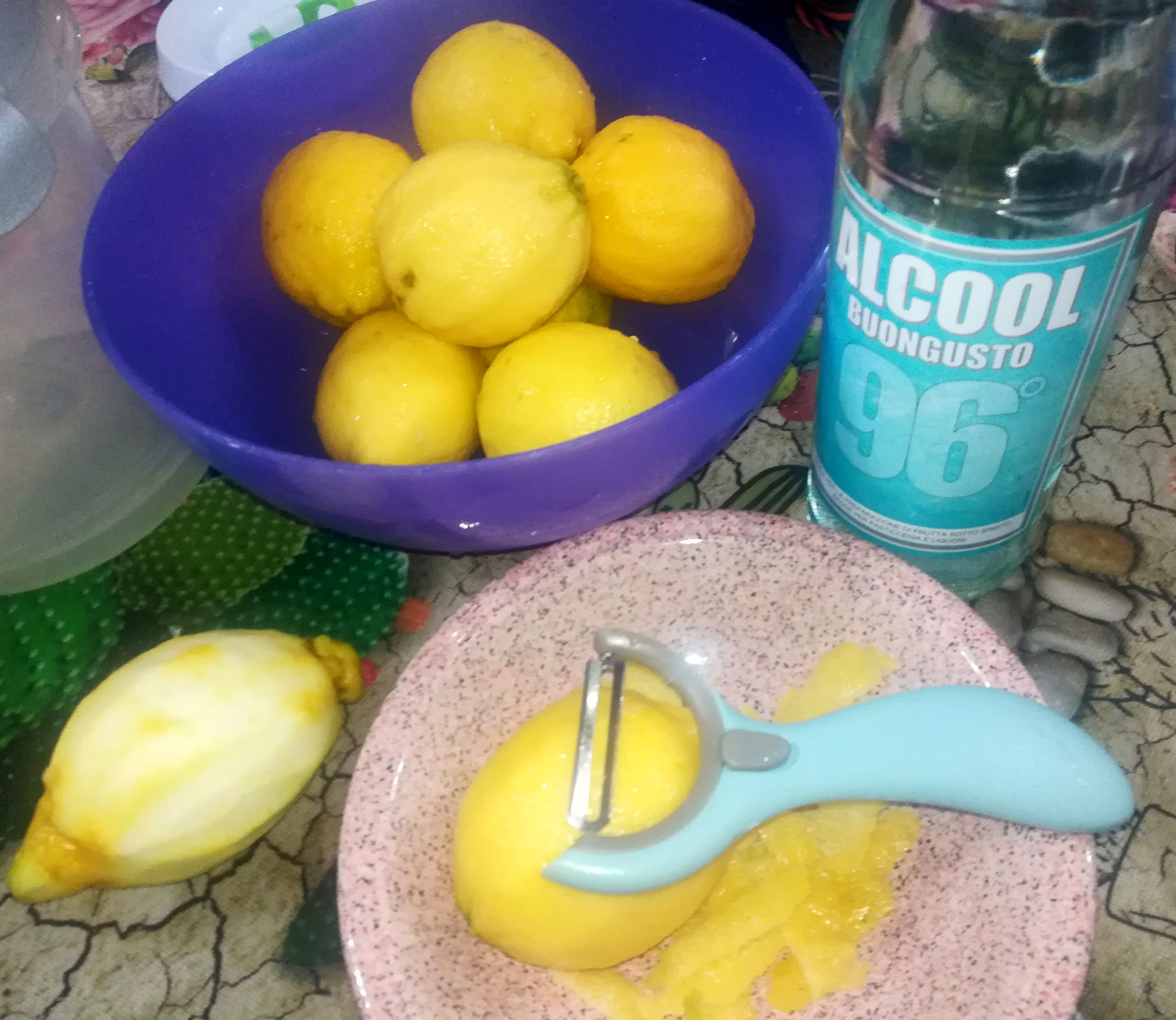
Preparació per fer limoncell casolà. Agafar la pell de les llimones i deixar-les macerar en un litre d'etanol
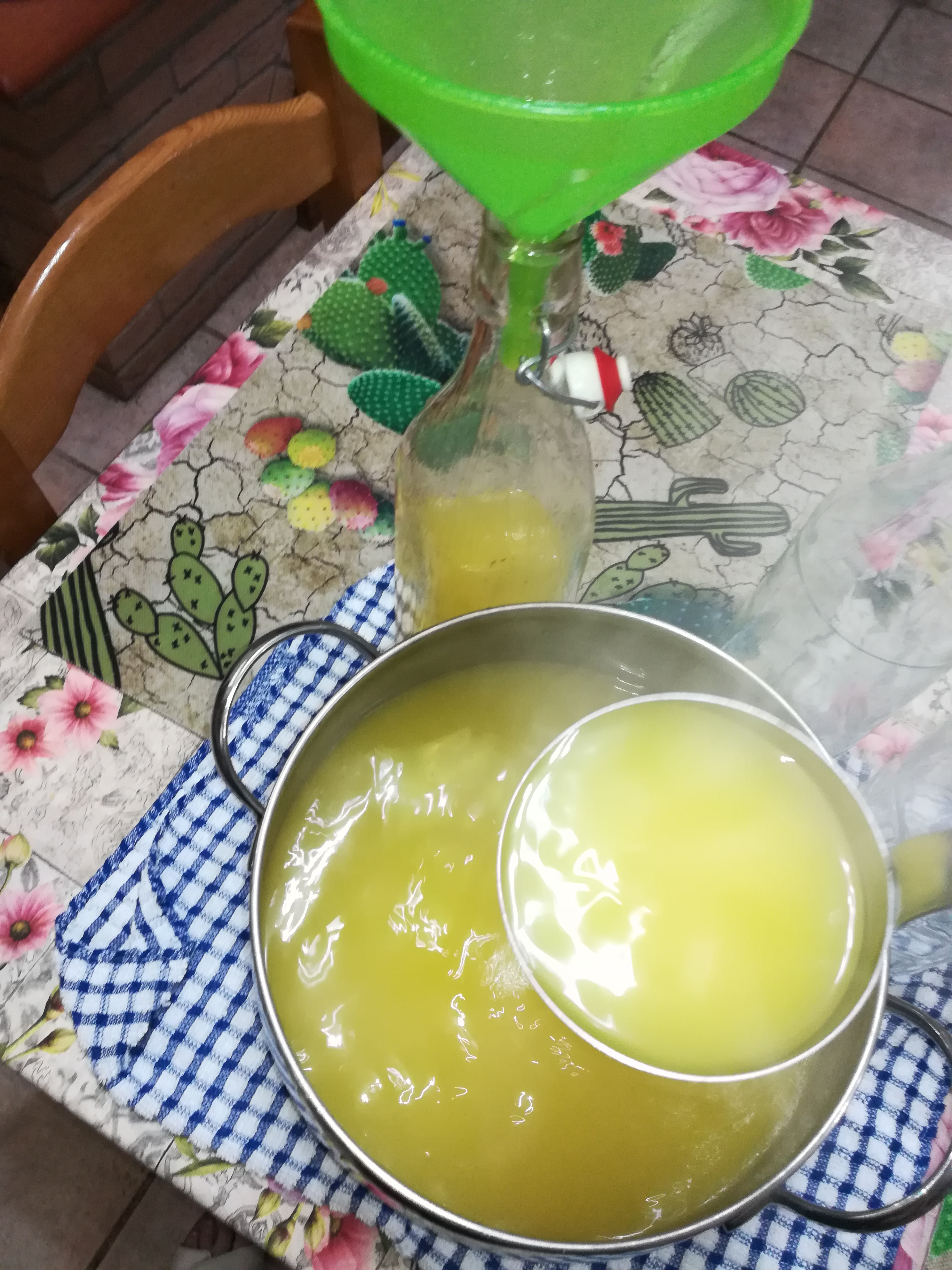
Després de 10 o 15 dies de maceració en etanol, es bullen dos litres d’aigua amb 750 gr de sucre i s'aboca el líquid macerat
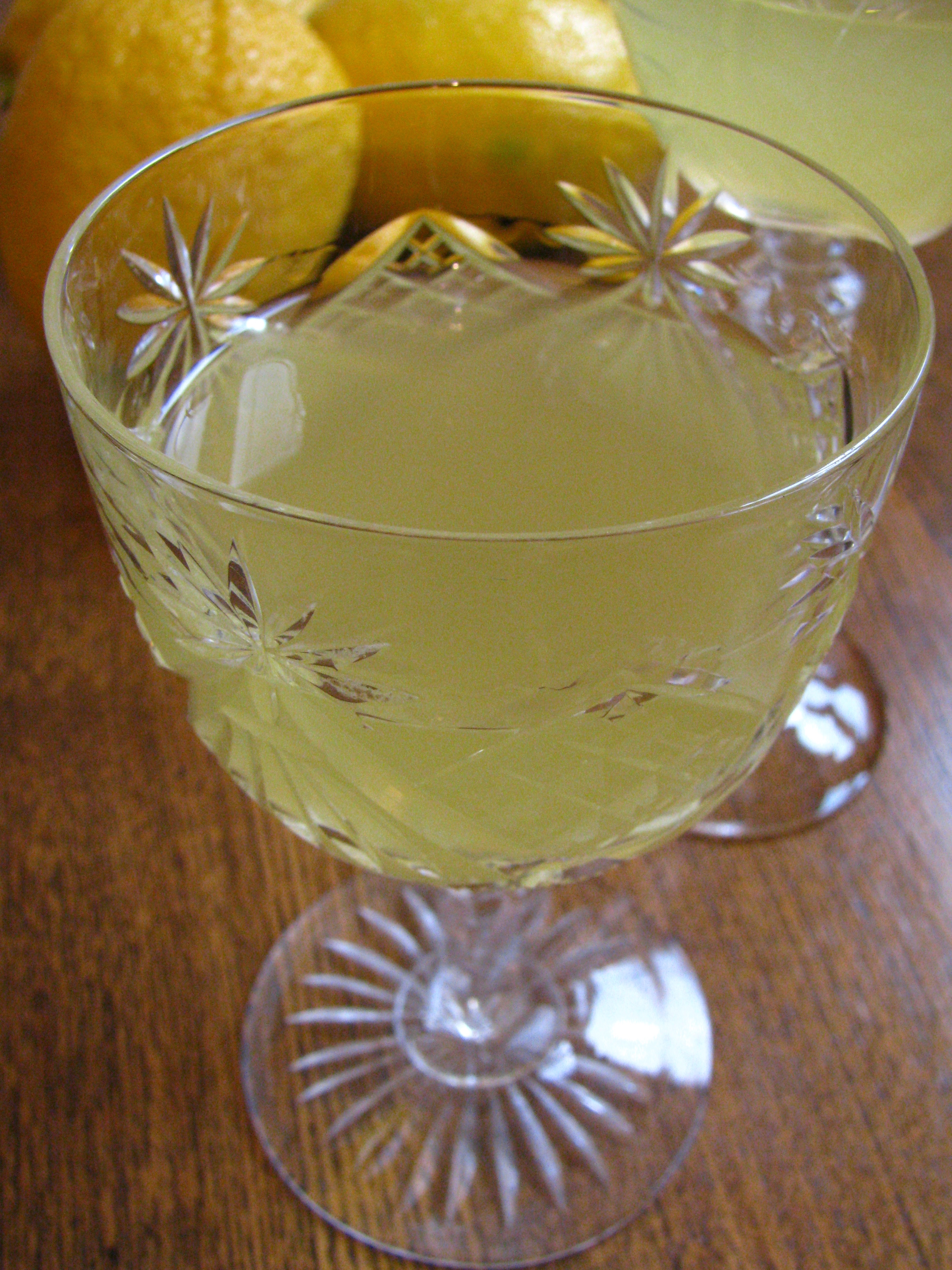
Un got amb limoncello

El contingut alcohòlic del limoncello pot variar molt, especialment entre les variants casolanes, però la graduació alcohòlica típica és d’aproximadament un 30% vol.

## Servei
És tradicional servir limoncello fred com a digestiu. Al llarg de la costa amalfitana, se serveix en petits gots de ceràmica refrigerats, convertint la costa amalfitana en un centre de producció de ceràmica. Aquesta tradició s'ha estès a altres parts d’Itàlia.
Tradicionalment, en algunes parts d’Itàlia, es submergeix una llesca de panettone en el limoncello.

## ElLimoncellofora d'Itàlia
El limoncello és comú a Itàlia, però recentment ha guanyat popularitat en altres parts del món. També s'està popularitzant per als còctels perquè aporta un fort sabor a llimona sense l’acidesa ni l’amargor del suc de llimona. El limoncello també s'utilitza en la pastisseria o per a elaborar gelats.
Els Estats Units d'Amèrica va començar a produir limoncello usant llimones de Califòrnia, equivalent al 90% de la producció nacional.
A la República Dominicana ha una varietat d'aquest licor artesanal elaborada macerant en vodka o rom blanc la pell de llimones verdes tipus persa.
Una altra varietat que rep el nom de limoncillo es produeix a Yepes (Espanya), per una empresa de la localitat des de 1923.
Al Brasil, es produeix un licor similar, anomenat Citroncello Positano, a la ciutat de Xangri-lá, a l'estat de Rio Grande do Sul. S'elabora a partir de llimona siciliana en un procés artesanal d'infusionar les seves pells en alcohol de cereals (etanol procedent de cereals). Altres licors similars són el Limão Gelo o Georges Aubert Limone a São José dos Pinhais (Rio Grande do Sul), i licor produït a mà a la ciutat de Jaú (Estat de São Paulo), que substitueix l'alcohol de cereals per a cachaça.

## Licors semblants
- La crema di limoncello (alc. 17% vol), que es fa amb llet o productes lactis per donar una textura cremosa i suavitzar el gust de la llimona, també és popular.
- A Itàlia, existeixen diferents licors de llimona produïts principalment a les regions italianes de la mar Tirrena i més àmpliament al Mezzogiorno, però no tenen dret a la denominació limoncello. Per tant, trobem noms com limoncino, limonello, limonetta, liquore di limone, etc.
- Normalment trobem productes elaborats de la mateixa manera, però utilitzant altres cítrics com l'arancello (taronja), el mapo (tangelo), agrumello (barreja de cítrics), pistachiocello (festucs), meloncello (meló), i fragoncello (maduixa).
- Molts licors similars es produeixen fora d’Itàlia, sobretot a Menton (França), a l’illa maltesa de Gozo o a Còrsega.
- Alguns licors presenten lleugeres variacions, d'altres utilitzen suc de llimona i altres cítrics en un procés d'infusió.